# Huisnes-sur-Mer
Huisnes-sur-Mer est une commune française, située dans le département de la Manche en région Normandie, peuplée de 168 habitants.

## Géographie
Commune donnant sur la baie du Mont-Saint-Michel, Huisnes-sur-Mer est entourée des communes de : Courtils, Servon, Tanis et Pontorson.
| La Manche | La Manche       | Courtils |
| Pontorson | Huisnes-sur-Mer | Servon   |
|           |                 | Tanis    |

### Hydrographie
La commune est traversée par la ligne de partage des eaux entre les bassins hydrographiques Seine-Normandie et Loire-Bretagne. Elle est drainée par la Guintre, l'Anguille, le Marais, le ruisseau du Hamel, le Gacogne et le ruisseau landais,,.
La Guintre, d'une longueur de 15 km, prend sa source dans la commune de Précey et se jette  dans la Sée à Courtils, après avoir traversé cinq communes. 

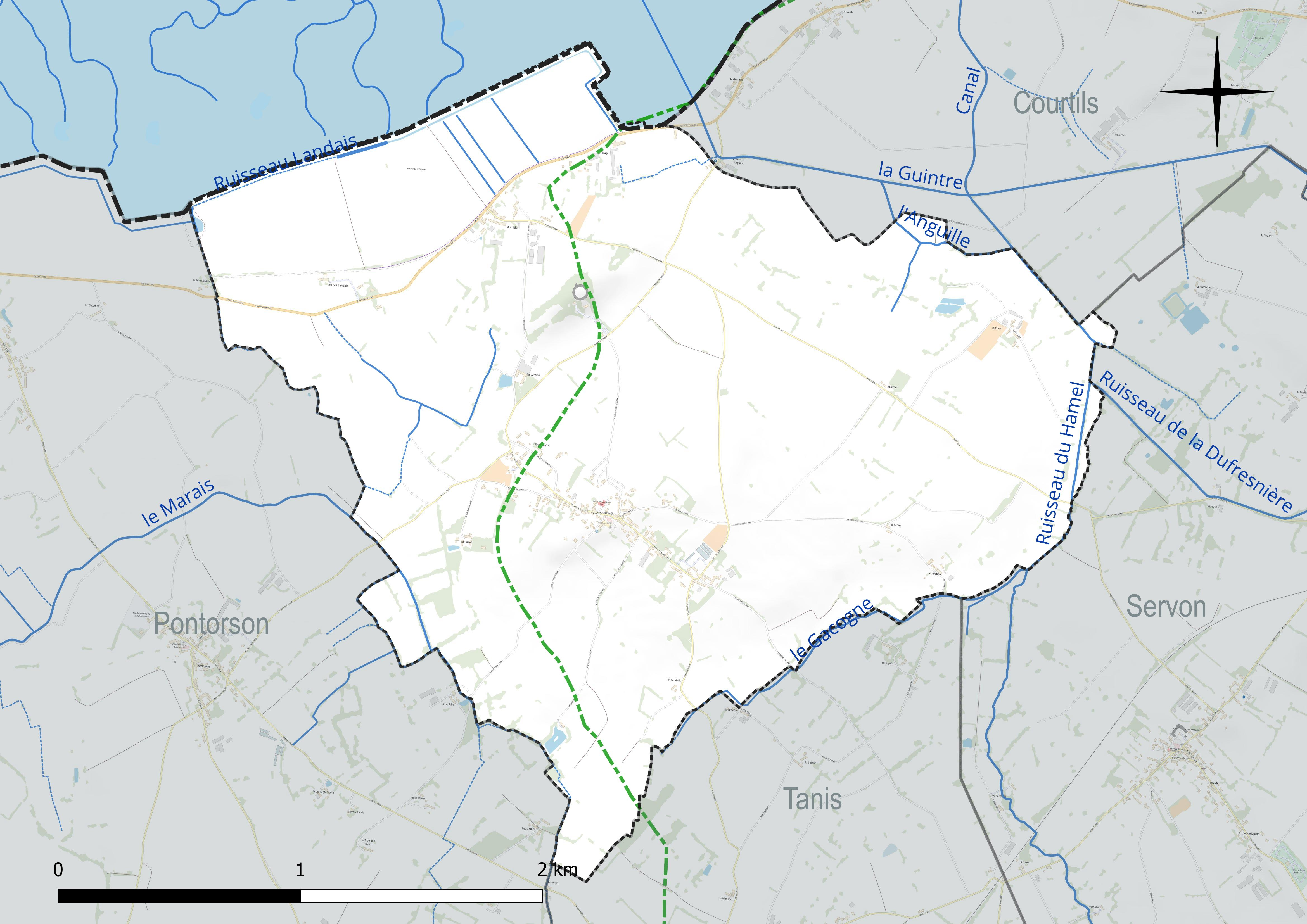
Réseau hydrographique de Huisnes-sur-Mer.

### Climat
Pour des articles plus généraux, voir Climat de la Normandie et Climat de la Manche.
En 2010, le climat de la commune est de type climat océanique franc, selon une étude du CNRS s'appuyant sur une série de données couvrant la période 1971-2000. En 2020, Météo-France publie une typologie des climats de la France métropolitaine dans laquelle la commune est exposée à un climat océanique et est dans la région climatique  Bretagne orientale et méridionale, Pays nantais, Vendée, caractérisée par une faible pluviométrie en été et une bonne insolation. Parallèlement le GIEC normand, un groupe régional d’experts sur le climat, différencie quant à lui, dans une étude de 2020, trois grands types de climats pour la région Normandie, nuancés à une échelle plus fine par les facteurs géographiques locaux. La commune est, selon ce zonage, exposée à un « climat maritime », correspondant au Cotentin et à l'ouest du département de la Manche, frais, humide et pluvieux, où les contrastes pluviométrique et thermique sont parfois très prononcés en quelques kilomètres quand le relief est marqué.
Pour la période 1971-2000, la température annuelle moyenne est de 11,4 °C, avec une amplitude thermique annuelle de 12,3 °C. Le cumul annuel moyen de précipitations est de 739 mm, avec 13,2 jours de précipitations en janvier et 7,5 jours en juillet. Pour la période 1991-2020, la température moyenne annuelle observée sur la station météorologique la plus proche, située sur la commune de Pontorson à 7 km à vol d'oiseau, est de 11,9 °C et le cumul annuel moyen de précipitations est de 821,3 mm,. Pour l'avenir, les paramètres climatiques de la commune estimés pour 2050 selon différents scénarios d’émission de gaz à effet de serre sont consultables sur un site dédié publié par Météo-France en novembre 2022.

## Urbanisme

### Typologie
Au 1er janvier 2024, Huisnes-sur-Mer est catégorisée commune rurale à habitat très dispersé, selon la nouvelle grille communale de densité à sept niveaux définie par l'Insee en 2022.
Elle est située hors unité urbaine et hors attraction des villes,.
La commune, bordée par la Manche, est également une commune littorale au sens de la loi du 3 janvier 1986, dite loi littoral. Des dispositions spécifiques d’urbanisme s’y appliquent dès lors afin de préserver les espaces naturels, les sites, les paysages et l’équilibre écologique du littoral, tel le principe d'inconstructibilité, en dehors des espaces urbanisés, sur la bande littorale des 100 mètres, ou plus si le plan local d’urbanisme le prévoit.

### Occupation des sols
L'occupation des sols de la commune, telle qu'elle ressort de la base de données européenne d’occupation biophysique des sols Corine Land Cover (CLC), est marquée par l'importance des territoires agricoles (95,6 % en 2018), une proportion identique à celle de 1990 (95,6 %). La répartition détaillée en 2018 est la suivante : terres arables (73,8 %), zones agricoles hétérogènes (13,5 %), prairies (8,4 %), zones urbanisées (3,7 %), zones humides côtières (0,7 %). L'évolution de l’occupation des sols de la commune et de ses infrastructures peut être observée sur les différentes représentations cartographiques du territoire : la carte de Cassini (XVIIIe siècle), la carte d'état-major (1820-1866) et les cartes ou photos aériennes de l'IGN pour la période actuelle (1950 à aujourd'hui).

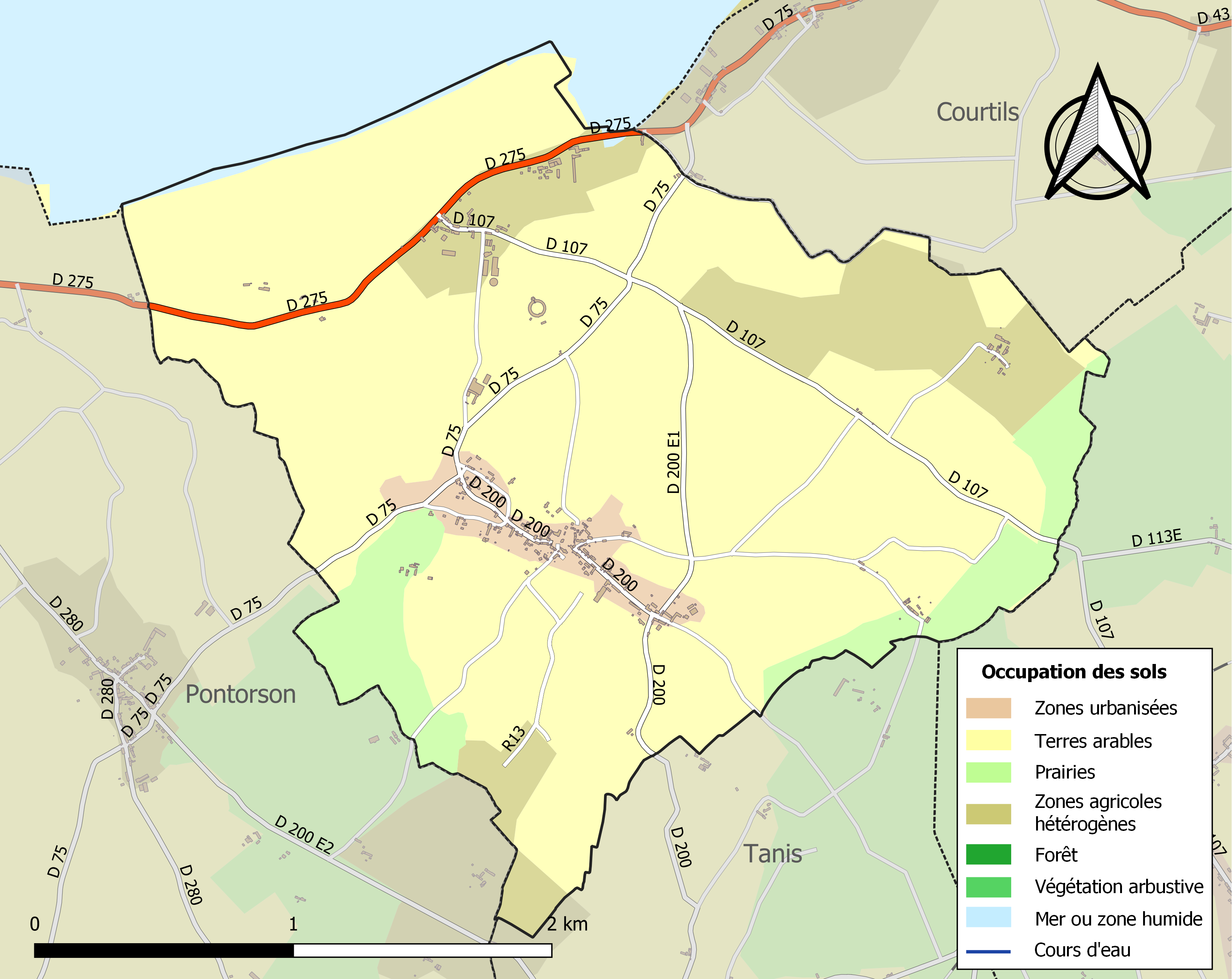
Carte des infrastructures et de l'occupation des sols de la commune en 2018 (CLC).

## Toponymie
Le nom de la localité est attesté sous les formes de Husnis entre 1120 et 1133, Winnes en 1179, Huynes en 1364.
Huisnes reposait sur le gaulois uxina « haut », on admet généralement aujourd'hui la forme féminine °ux(s)ama(s) / °ux(s)isama(s), < °uxs-sama(s) / °ux(s)i-sama(s) « très haute(s) » ou simplement « hauteur(s) », à l’origine entre autres des noms de même étymologie que l'on retrouve en France pour Exmes, Huismes, Humes, etc.,.
En 1939, Huisnes devient Huisnes-sur-Mer.
Le gentilé est Huisnais.

## Histoire
Lors de la percée d'Avranches, le général Patton lance la 79e division d'infanterie vers le mont Saint-Michel. Celle-ci délivre Huisnes le 1er août 1944.

## Politique et administration
| Période                                  | Période   | Identité     | Étiquette | Qualité             |
| ---------------------------------------- | --------- | ------------ | --------- | ------------------- |
| juin 1995                                | mai 2009  | André Guyon  | DVD       | Gérant d'entreprise |
| 2009                                     | mars 2014 | Émile Leroy  |           |                     |
| mars 2014                                | En cours  | Yann Rabasté | SE        | Technicien          |
| Les données manquantes sont à compléter. |           |              |           |                     |

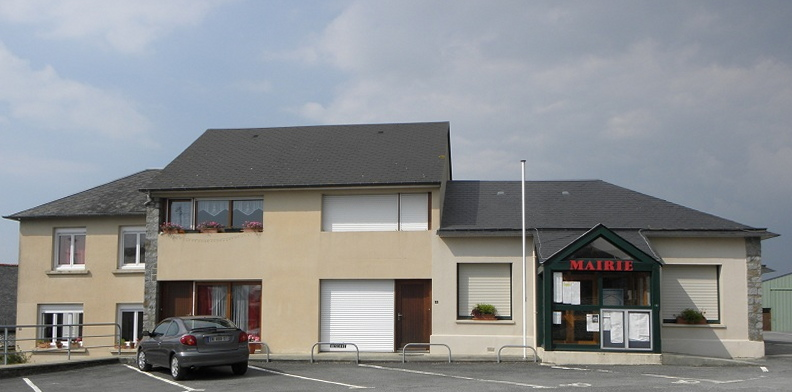
Mairie.

Le conseil municipal est composé de onze membres dont le maire et deux adjoints.

## Démographie
L'évolution du nombre d'habitants est connue à travers les recensements de la population effectués dans la commune depuis 1793. Pour les communes de moins de 10 000 habitants, une enquête de recensement portant sur toute la population est réalisée tous les cinq ans, les populations de référence des années intermédiaires étant quant à elles estimées par interpolation ou extrapolation. Pour la commune, le premier recensement exhaustif entrant dans le cadre du nouveau dispositif a été réalisé en 2004.
En 2022, la commune comptait 168 habitants, en évolution de −12,04 % par rapport à 2016 (Manche : −0,31 %, France hors Mayotte : +2,11 %).
| 1793 | 1800 | 1806 | 1821 | 1831 | 1836 | 1841 | 1846 | 1851 |
| ---- | ---- | ---- | ---- | ---- | ---- | ---- | ---- | ---- |
| 408  | 428  | 359  | 478  | 452  | 450  | 478  | 478  | 519  |

| 1856 | 1861 | 1866 | 1872 | 1876 | 1881 | 1886 | 1891 | 1896 |
| ---- | ---- | ---- | ---- | ---- | ---- | ---- | ---- | ---- |
| 474  | 419  | 404  | 361  | 337  | 359  | 344  | 334  | 336  |

| 1901 | 1906 | 1911 | 1921 | 1926 | 1931 | 1936 | 1946 | 1954 |
| ---- | ---- | ---- | ---- | ---- | ---- | ---- | ---- | ---- |
| 307  | 300  | 312  | 282  | 294  | 264  | 277  | 261  | 270  |

| 1962 | 1968 | 1975 | 1982 | 1990 | 1999 | 2004 | 2006 | 2009 |
| ---- | ---- | ---- | ---- | ---- | ---- | ---- | ---- | ---- |
| 269  | 274  | 218  | 187  | 163  | 153  | 169  | 168  | 201  |

| 2014 | 2019 | 2022 | - | - | - | - | - | - |
| ---- | ---- | ---- | - | - | - | - | - | - |
| 190  | 170  | 168  | - | - | - | - | - | - |

## Lieux et monuments
- Église Saint-Pierre (XVIIe – XIXe siècles). Elle abrite des bancs (XVIIIe), un confessionnal (XVIIIe), un fauteuil de célébrant (XVIe), des fonts baptismaux (XVIe), et trois statues : Vierge de Pitié (XVe), statue d'évêque (XVIe), Vierge à l'Enfant classées au titre objet aux monuments historiques[37].
- Croix de cimetière et croix de chemin (XIXe siècle).
- Mausolée du Mont d'Huisnes : ossuaire allemand aménagé à l'emplacement d'un ancien moulin à vent, sur une colline dominant la baie du mont Saint-Michel. Une galerie circulaire de 68 cryptes sur deux étages où reposent 11 956 morts de guerre allemands dont la plupart étaient des soldats.
- Ancien presbytère transformé en gîte communal.
- Grèves et herbus, avec vue sur le mont Saint-Michel.
- Hameau typique de Montitier.

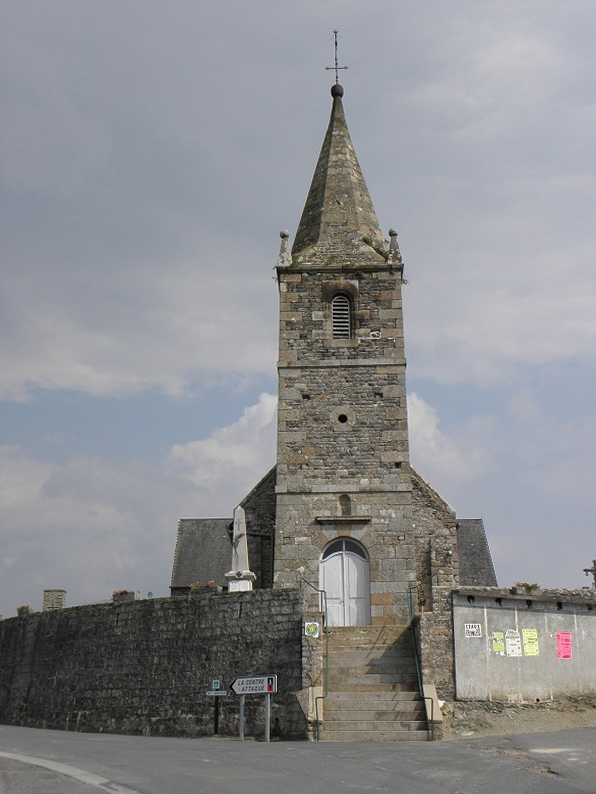
L'église paroissiale Saint-Pierre.
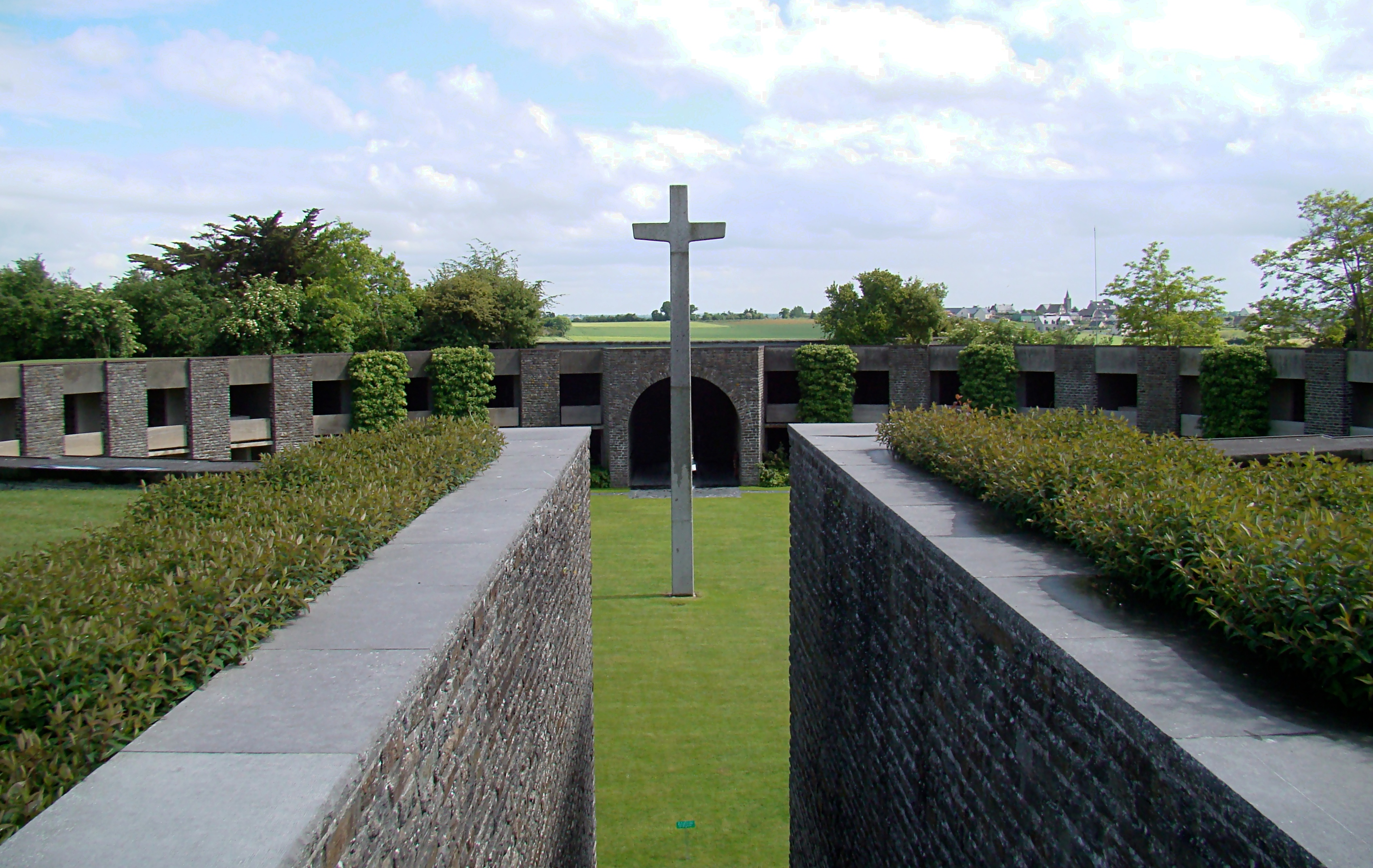
Cimetière militaire allemand du mont d'Huisnes.

## Personnalités liées à la commune
- Saint Aubert, né à Huisnes ou à Genêts vers 660, fondateur du Mont Saint-Michel[38].